# 야마모토 마리아
야마모토 마리아(山本 麻里安, 1981년 9월 11일 ~ )는 일본의 성우이다. 1997년 《프린세스 루즈》의 카나 메구미 역으로 데뷔했다.
2012년 12월 17일 자신의 서포터즈 클럽에서 일반 기업의 회사원과 결혼을보고했다.

## 출연작

### TV 애니메이션
1998년
- 그 남자! 그 여자!(미야자와 카노)

2001년
- 마법소녀 고양이 타루토(타루토)
- 핸드 메이드 메이(사이버돌 메이)

2002년
- 쁘띠 프리 유시(유시)

2006년
- 러브겟CHU~미라클 성우백서~(오하라 아마네)

2007년
- 도화월탄(히바리)

2008년
고르고13
포르피의 기나긴 여행(소피아)
2009년
완소! 퍼펙트 반장(토다 나노카)
바이퍼즈 크리드(메구미)
슬레이어즈 EVOLUTION-R)
엘리먼트 헌터(나타샤)

### OVA
1997년
- 프린세스 루즈(카나 메구미)

2001년
- 메모리즈 오프(히즈키 아야카)

2006년
- 오늘의 5학년 2반(하라카와 나츠미)

### 게임
1999년
- 서유기(주량령)

2003년
- 이스I·II 이터널 스토리(리리아)

2005년
- 프린세스 메이커 4(마리 스톨맨)